# Quản lý tổng hợp đới bờ
Quản lý tổng hợp đới bờ (QLTHDB hay ICZM) là một quá trình quản lý của bờ biển sử dụng một cách tiếp cận tích hợp, liên quan đến tất cả các khía cạnh của các vùng ven biển, bao gồm ranh giới địa lý và chính trị, trong một nỗ lực để đạt được phát triển bền vững. Khái niệm này được sinh ra vào năm 1992 trong Hội nghị Thượng đỉnh Trái đất Rio de Janeiro. Các chi tiết cụ thể về QLTHDB  được đặt ra trong quá trình tiến hành của hội nghị thượng đỉnh trong Chương trình nghị sự 21, Chương 17.

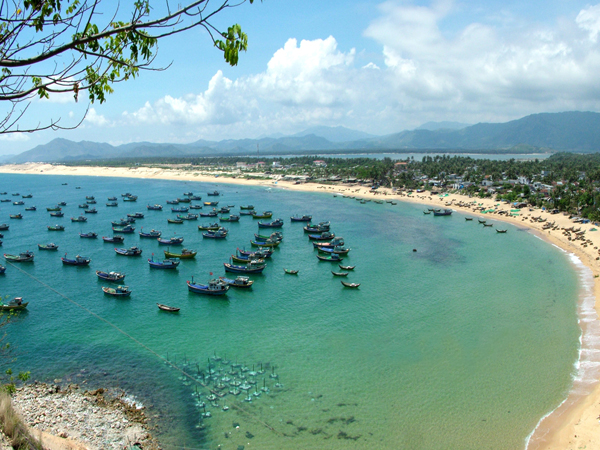
QLTHDB cho bờ biển tỉnh Quảng Ninh

Ở Việt Nam, Quản lý tổng hợp đới bờ (QLTHĐB) là quá trình thích hợp nhất để giải quyết các thách thức tại đới bờ trước mắt cũng như lâu dài. QLTHĐB tạo cơ hội cho các vùng ven biển hướng tới sự phát triển bền vững, cho phép tính đến các giá trị tài nguyên và lợi ích hiện nay và trong tương lai của đới bờ. Thông qua việc tính đến các lợi ích ngắn hạn và dài hạn, QLTHĐB có thể kích thích sự phát triển kinh tế tại đới bờ, phát triển tài nguyên và hạn chế sự suy thoái các hệ thống tự nhiên...